# Autostrada RA8 (Włochy)
Autostrada RA08 (wł. Raccordo Autostradale RA08, Ferrara-Porto Garibaldi, Ferrara-Mare) – połączenie autostradowe Ferrary z miastem Comacchio oraz wybrzeżem Adriatyku. W przyszłości planowane jest przedłużenie autostrady na zachód, aż do Autostrady Brenneńskiej.